# Segestes celebensis
Segestes celebensis är en insektsart som beskrevs av Heinrich Hugo Karny 1931. Segestes celebensis ingår i släktet Segestes och familjen vårtbitare. Inga underarter finns listade i Catalogue of Life.